# Rudolph-Karstadt-Platz 1 (Wismar)

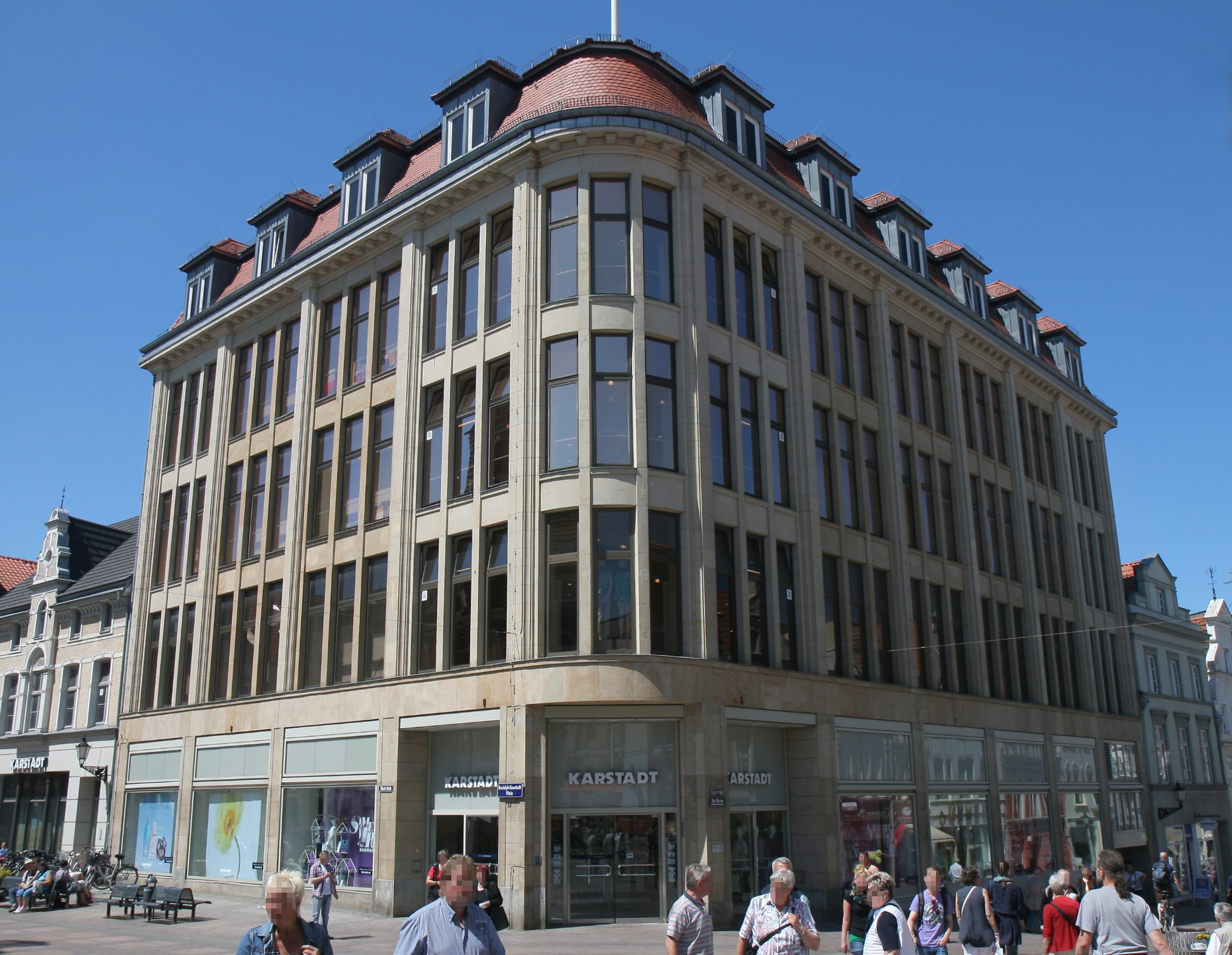
Ansicht von Südost (2015)

Das Kaufhaus Rudolph-Karstadt-Platz 1, Ecke Lübsche Straße 1 / Krämerstraße in Wismar-Altstadt, wurde 1907 für die Firma Karstadt gebaut.
Das Gebäude steht unter Denkmalschutz.

## Geschichte

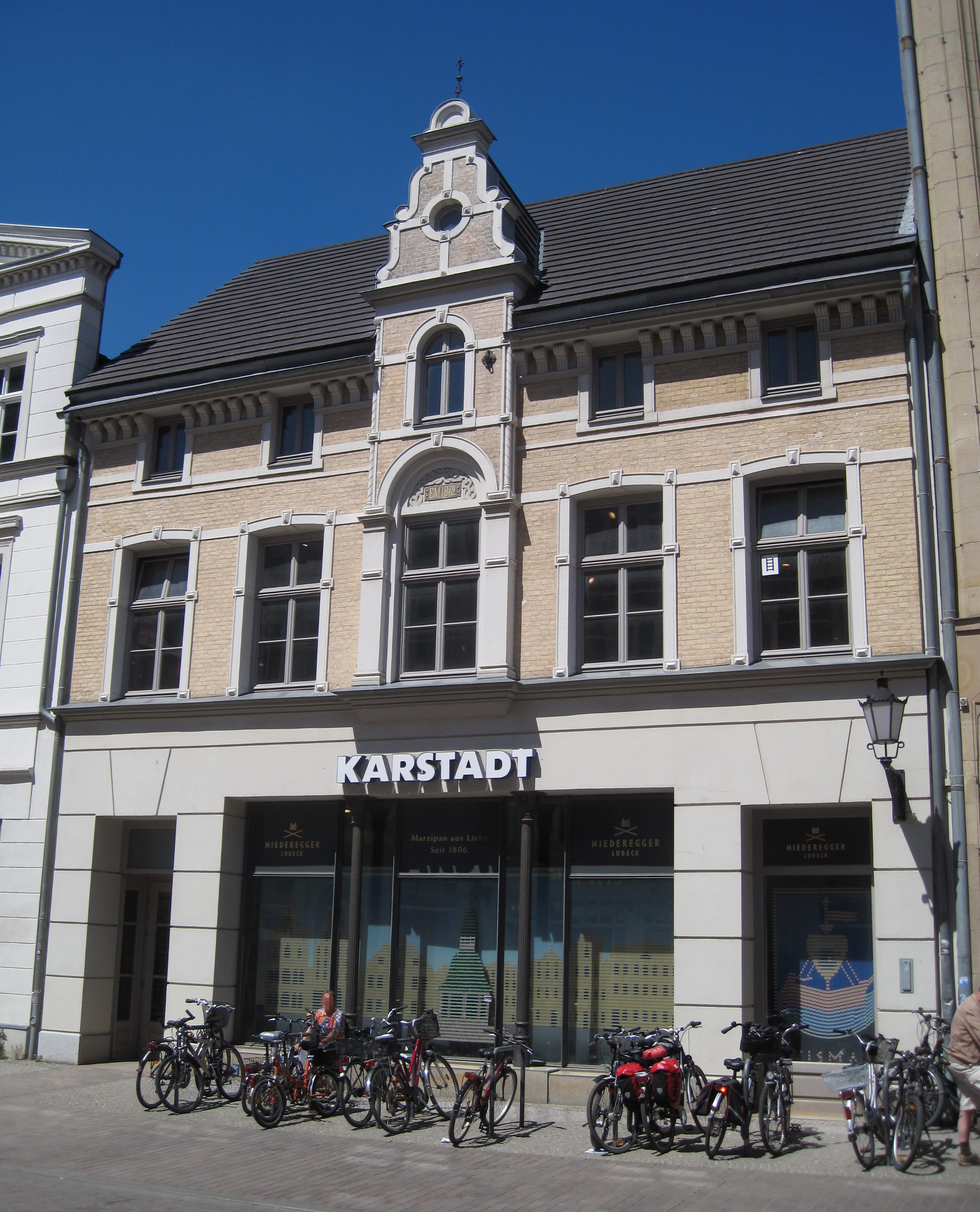
Lübsche Straße 3 (2015)

1881 eröffnete Rudolph Karstadt unter dem Namen Tuch-, Manufactur- und Confectionsgeschäft Karstadt in Wismar, Krämerstraße 2/4, sein erstes Geschäft, das damit zum Stammhaus des späteren Konzerns wurde. 1899 kaufte er auch die Gebäude Lübsche Straße 1/3 sowie Krämerstraße 7 und verband die Häuser miteinander.
Das Geschäft in Wismar lief erfolgreich, sodass eine Vergrößerung erforderlich war. Das viergeschossige Kaufhaus aus der Jugendstilzeit wurde 1907 in Stahlskelettbauweise nach Plänen von Johannes Busch (Wismar) neben dem alten Geschäft als Eckhaus gebaut und 1908 eröffnet. Die Fassade wurde für viele Karstadtbauten zum Vorbild. Erhalten sind auch der historische Treppenaufgang und einige Stuckdecken. Die ursprünglich glänzend-grün glasierten Dachziegel wurden 1941 durch weniger auffällige rote Dachsteine ersetzt.
Zwischen 1946 und 1949 fanden die Enteignungen der Karstadt-Filialen in der damaligen SBZ statt; das Stammhaus kam zur staatlichen DDR-Handelsorganisation als Mecklenburgisches Kaufhaus VEB. 1952 fanden Umbauarbeiten im Innern für das HO Warenhaus statt, das später Kaufhaus Magnet benannt wurde.
1991 wurde das Stammhaus von der Karstadt AG übernommen, 2001 saniert und 2016 im Erdgeschoss ergänzt um ein Rudolph-Karstadt-Museum mit Arbeits- und Einrichtungsgegenständen aus der Gründungszeit. Obwohl Karstadt sich um 2005 von 74 kleinen Häusern trennte, blieb die 3100 Quadratmeter große Filiale bestehen. 2001 erhielt die Vorfläche den Namen Rudolph-Karstadt-Platz.
Das dreigeschossige ältere Nachbargebäude Lübsche Straße 3 mit dem markanten schmalen Giebelrisalit wird ebenfalls durch das Kaufhaus genutzt.
Der Architekt Johannes Karl Ludwig Busch (1869–1953) wirkte seit 1895 in Wismar und plante viele Wismarer Bauten, u. a. 1905 das heutige Gerhart-Hauptmann-Gymnasium.